# Пасо Рипе (Анкона)
Пасо Рипе је насеље у Италији у округу Анкона, региону Марке.
Према процени из 2011. у насељу је живело 1414 становника. Насеље се налази на надморској висини од 45 м.